# Gorno Orizari, Bitola
Gorno Orizari (makedonska: Горно Оризари) är en stadsdel i Bitola i Nordmakedonien. Den ligger i kommunen Bitola, i den södra delen av landet, 110 km söder om huvudstaden Skopje. Gorno Orizari ligger 598 meter över havet och antalet invånare är 2 066.